# Zeste
Cet article concerne la gastronomie. Pour la chaîne de télévision québécoise, voir Zeste (chaîne de télévision).

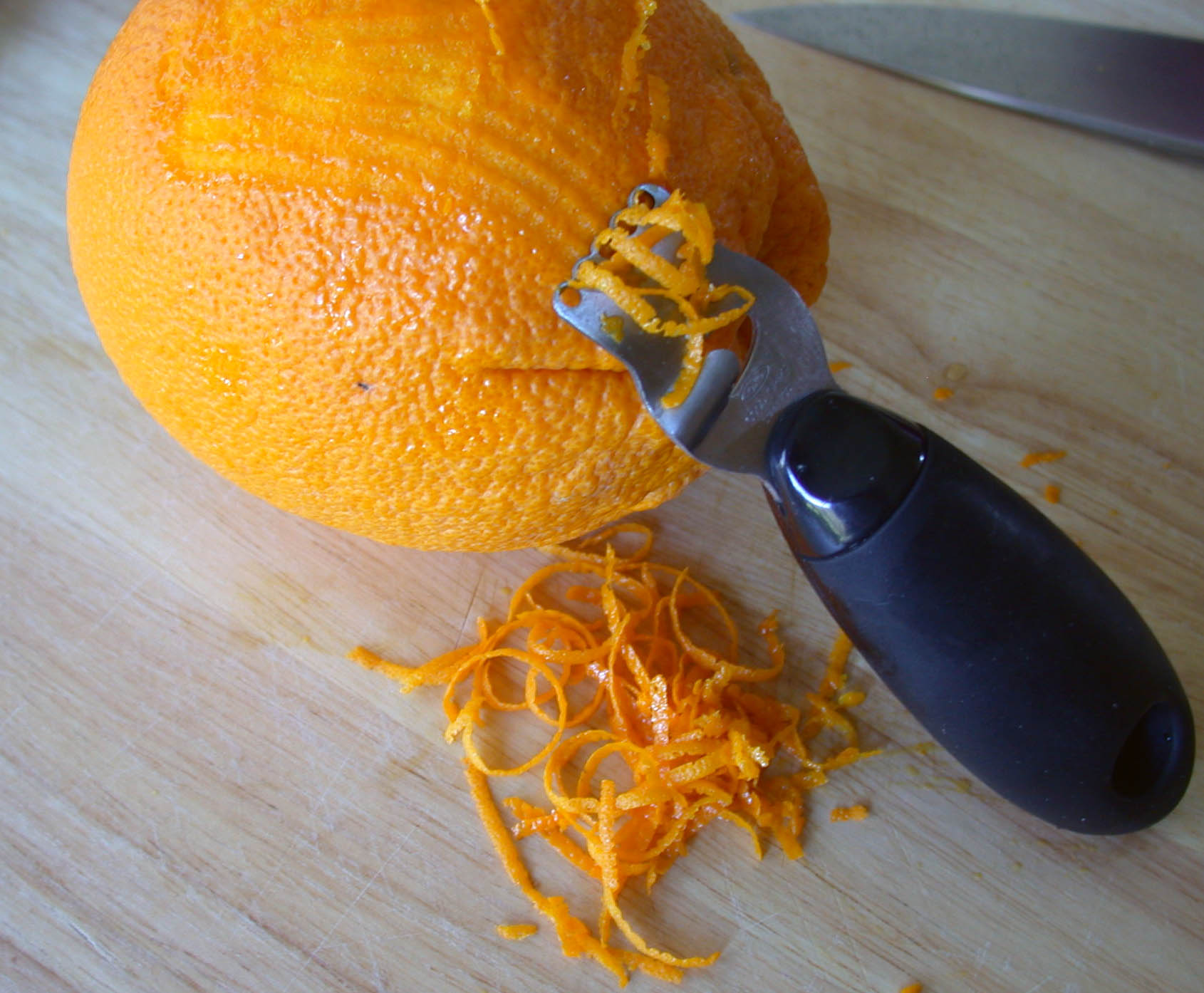
Zeste d'orange.

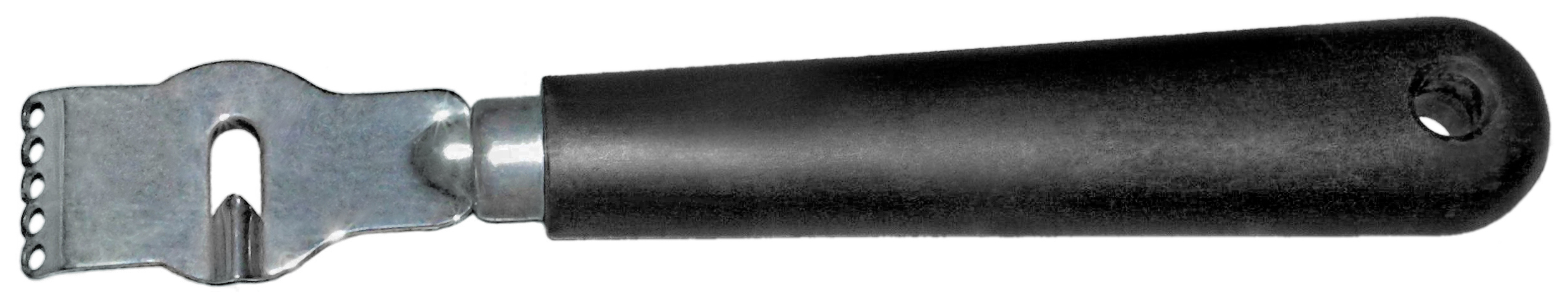
Un zesteur.

Le zeste est la partie extérieure, colorée et parfumée des agrumes. Le péricarpe de ces fruits est composé de deux couches superposées : la couche externe ou épicarpe, également nommée « flavedo », est le zeste ; la couche interne, blanche, est le mésocarpe, également nommé « ziste », ou encore « albédo » (du latin albedo, « blancheur »).
Pour prélever le zeste d'un fruit, on peut utiliser un zesteur, une râpe, un épluche-légumes, ou un couteau. Souvent, l'albédo est supprimé car il est amer chez certaines espèces d'agrumes, chez le cédrat (Citrus medica) s'il est consommé cru. Dans diverses préparations, l'albédo est volontairement conservé et son amertume atténuée par trempage dans l'eau froide, pour la préparation de zestes confits par exemple, ou par passage dans l'eau chaude (blanchiment).
Les kumquats ont un zeste doux.

## Utilisation
Le zeste s'utilise frais ou sec, cru ou cuit.
En pâtisserie, il apporte le gout caractéristique des agrumes pour les tartes au citron, les gâteaux, les biscuits, les puddings, les chocolats (orangettes), les sorbets. En confiserie, on le confit au sucre pour en faire de l'orangeat ; on en fait aussi de la confiture d'orange ou de la marmelade.
En cuisine salée, il intervient dans les sauces (canard à l'orange), dans les tajines, dans les salades. Il peut aussi être confit au sel. Dans les boissons, ce sont les zestes d'orange amère qui ont fait la renommée des alcools et liqueurs comme le Cointreau ou le Grand Marnier, ainsi que des vermouths. Les zestes d'agrumes sont fréquemment ajoutés aux thés, comme le Earl Grey, qui contient du zeste de bergamote.

## Information des consommateurs
Les caisses d'agrumes (à l'exception des pomélos, pamplemousses et citrons verts) commercialisés dans l'Union européenne doivent mentionner le ou les traitements post-récolte qu'ils ont reçus, obligation confirmée par un jugement du tribunal de l'UE dans l'affaire T-481/11 - Espagne / Commission.